# Daniel Rodríguez Mellado
Daniel Rodríguez Mellado (Concepción, Chile, 12 de marzo de 1991) es un futbolista chileno. Juega de volante desde los 7 años, es un jugador polifuncional, pues también juega de defensa central.
Premiado dos veces con el reconocimiento de "Jugador con Mayor Proyección".

## Clubes
| Club             | País  | Año       |
| ---------------- | ----- | --------- |
| Huachipato       | Chile | 2011-2015 |
| Deportes Pintana | Chile | 2015-2016 |

## Palmarés

### Campeonatos nacionales
| Título           | Club       | País  | Año    |
| ---------------- | ---------- | ----- | ------ |
| Primera División | Huachipato | Chile | 2012-C |